# Bernie Ecclestone

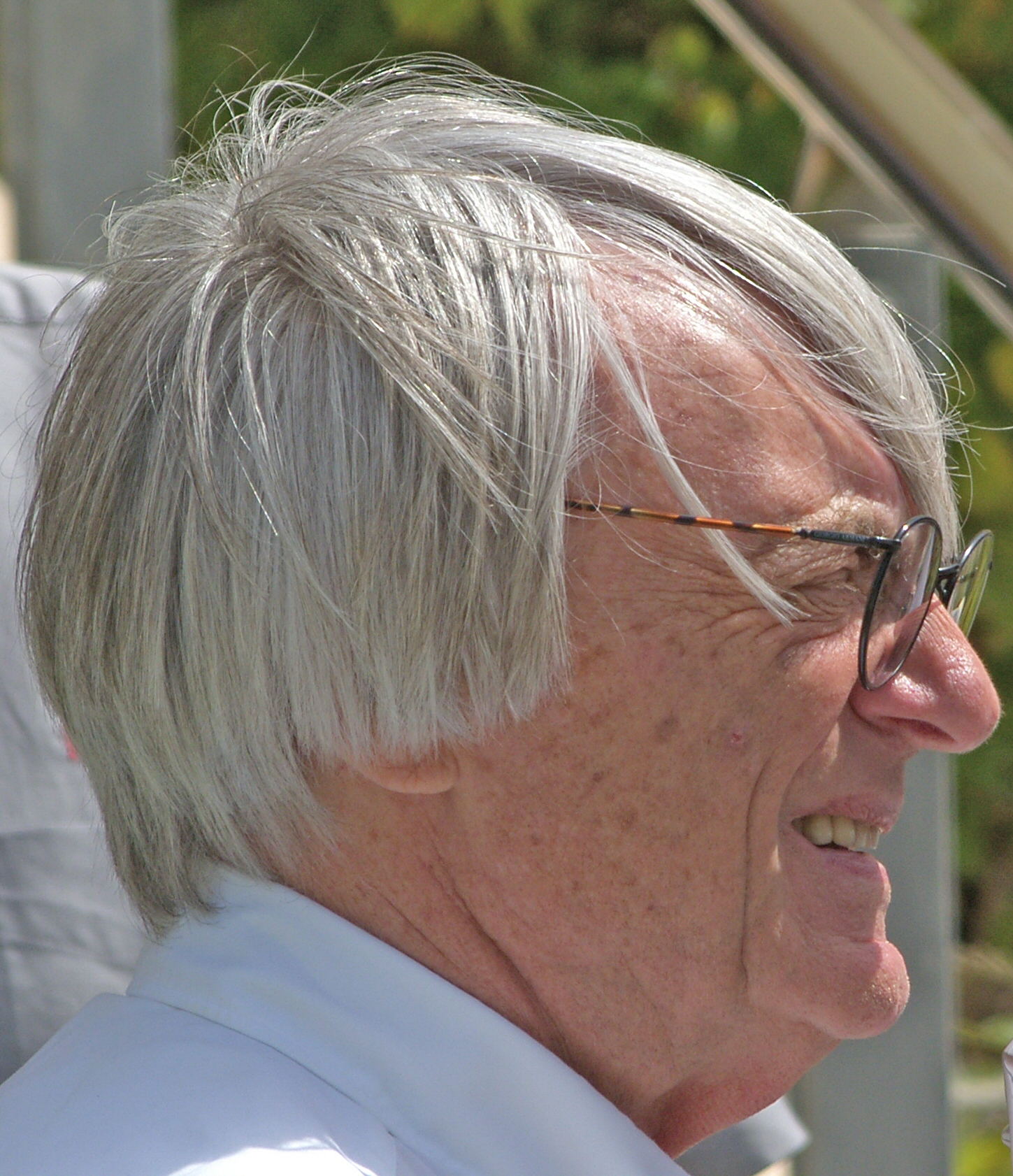
Bernie Ecclestone

Bernard Charles "Bernie" Ecclestone nascut el 28 d'octubre de 1930 a Suffolk (Anglaterra) és el president i CEO de la Formula One Management i de la Formula One Administration. Com a tal és considerat l'autoritat més important de la Fórmula 1. La seva posició la va aconseguir gràcies a la distribució dels drets televisius en la dècada dels 70. Té una gran influencia en la categoria però sota els termes del Pacte de la Concordia. Ell i les seves empreses també gestionen l'administració i organització logística de cadascun dels GP de Formula 1.

## Biografia
Bernie Ecclestone ha fet de la Fórmula 1 un esport governant a través d'una barreja de por, autoritat i perspicàcia de negoci aguda.
Començant com a venedor de ciclomotors pot presumir d'haver transformat la Fórmula 1 en la marca global que és avui. Ecclestone va començar la revolució de F1 durant els anys 80 persuadint als propietaris d'equip perquè cedissin la gestió dels drets de televisió i màrqueting a una entitat que distribuiria els beneficis als equips. Com a resultat Bernie és ara un home extremadament ric (uns 2.343 milions de lliures). Ell i la seva família ocupaven la vuitena posició en la llista de personalitats amb més poder econòmic feta l'any 2004 pel Sunday Times.
El seu amor per l'automobilisme va començar l'any 1951 però després d'unes poques curses de F3 un accident va fer que decidis canviar de rol i acabar amb la seva carrera com a conductor. En aquell moment es va convertir en manager de pilots.
Exercint ja com a manager el seu primer corredor era Stuart Lewis-Evans, però aquest es va matar al circuit en un accident.
Ecclestone llavors va passar a dirigir l'austríac Jochen Rindt, però de nou aquest va morir en un accident. Un fet curiós és que Jochen Rindt es va convertir en el primer pilot nomenat campió mundial pòstumament.
Durant els anys 70 Ecclestone va comprar l'equip Brabham que va vendre durant els últims anys dels 80. En aquell moment es va llançar a revisar acords comercials de F1's canviant l'estructura de l'administració de la categoria. Ecclestone ara té una xarxa de companyies que tenen l'exclusiva de comercialitzar i vendre els drets de TV de la Federació Internacional de l'Automòbil (FIA).
L'any 2000, la FIA va acceptar arrendar a la seva franquicia els drets de la F1 durant 100 anys. No obstant això, el març del mateix any Ecclestone venia un 50% d'una de les seves companyies (Slec Holdings) al radioemissor alemany EM.TV.
Així part dels drets passaven al gegant de mitjans de comunicació Kirch, que adquiria posteriorment un 25% més del negoci, deixant Ecclestone ja només amb un 25%. Kirch posteriorment es va fusionar l'any 2002 amb tres bancs - Bayerische Landesbank, Germans Lehman i JPMorgan - que es passaven doncs a fer càrrec doncs de la major porció dels drets de la F1.
Ara, amb 83 anys, Ecclestone diu sovint que la recerca de patrimoni no és ja el fil conductor de la seva vida. Últimament una de les seves principals actuacions ha estat assegurar la disputa del GP de Silverstone durant els pròxims anys malgrat l'oposició d'alguns sectors. També ha estat notícia la signatura d'un acord amb la Generalitat Valenciana per fer el GP d'Europa a València en un circut totalment urbà entre el 2008 i el 2015 només si governen Francisco Camps al País Valencià i Rita Barberá a l'Ajuntament de València.